# Shigeru Aoyama
Shigeru Aoyama (青山 繁; nascido em 27 de abril de 1969, em Nagoya) é um ex-jogador japonês de voleibol que participou dos Jogos Olímpicos de Barcelona 1992, onde a equipe nacional ficou em quinto lugar da classificação geral.